# Renwick (Nouvelle-Zélande)
Renwick  est une petite localité de la région de Marlborough, située dans l’Île du Sud de la Nouvelle-Zélande.

## Situation
Elle est localisée tout près de la berge sud du fleuve Wairau, sur le trajet de la route State Highway 6/S H 6, à 12 km à l’ouest de Blenheim.
La ville de Havelock est située à 31 km au nord.

## Accès
La route State Highway 63/S H 63 (en) se dirige vers le sud-ouest de Renwick à travers la vallée du fleuve Wairau  , .

## Population
Renwick a une population de 2 418 habitants lors du recensement de 2018, en augmentation de 165 personnes par rapport à celui de 2013.

## Toponymie
La ville était initialement connue sous le nom de Upper Wairau, et ensuite de Renwicktown du nom d'un des premiers propriétaires, le Dr Thomas Renwick (en) ,.

## Activités économiques
Renwick est située au centre de la région viticole de Marlborough. 
Le sauvignon est le cépage habituellement associée à la région, et les domaines réputés tels que Isabel Estate et Forrest Estate sont situés à proximité.   
Le pinot gris est également exporté.

## Éducation
L’école de Renwick est une école mixte assurant le primaire de l’année 1 à 8, avec un taux de décile de 8 et un effectif de plus de 500 élèves en 2015.
La première école de Renwick a ouvert au début de l'année 1861, utilisant l'église presbytérienne comme salle de classe. 
C'était la seconde école de la région de Marlborough. 
L’école actuelle a ouvert en 1864.